# 稲葉清右衛門
稲葉 清右衛門(いなば せいえもん､1925年(大正14年)3月5日 - 2020年(令和2年)10月2日)は､日本の技術者､経営者｡位階は従四位｡
工学博士(東京工業大学､1965年)｡富士通で電気油圧パルスモーターや数値制御器の研究開発に従事し､NC工作機械の黎明期に大きな業績を残す｡富士通の計算制御部から分離独立したファナックでは､経営者として同社をNC装置､産業用ロボットのトップメーカーに育て上げた｡
富士通ファナック専務､副社長､社長､ファナック社長､代表取締役会長､相談役名誉会長を歴任し､精密工学会会長､日本ロボット学会副会長､日本産業用ロボット工業会会長なども務めた｡NC関係の標準化活動にも実績がある｡エンゲルバーガー賞､紫綬褒章､藍綬褒章､勲二等瑞宝章を受けた｡ブルガリアやルクセンブルク大公国からも勲章を受けている｡

## 人物と業績
やり手のワンマン経営者として知られ､高羅芳光(富士通の当時の社長)により富士通の計算制御部から分離独立されたファナックを､一代で工作機械のトップメーカーとして育て上げた｡NC(数値制御)装置の世界シェアは50%､国内シェアは75%であり､世界トップシェアである｡また､同社はメーカーとして驚異的な利益率の高さでも知られ､売上高経常利益率は44.83%(2008年3月期)にものぼる｡
｢研究開発と企業経営は不可分｣という考えを持つ｡社長になってからも､研究員に目標を与え､月に一回の社長主催の技術会議で報告をさせ､指導していた｡名誉会長になってからも､2013年まで経営本部長や研究本部長に就いていた｡その後は本社の相談役名誉会長の座からは退いてはいないものの､連結子会社を含めて､ファナックと名がつく国内7社の代表を退いたため､経営の第一線からは身を引いたのではないかと報じられた｡
技術者としてはNC工作機械の数値制御､電気油圧パルスモータ､これらを活用した数値制御による連続切削等に実績があり､この分野の著書や記事も多い｡日本ロボット学会副会長､精密工学会会長等を歴任｡東京大学工学部において精密工学科(旧造兵学科)図書室の蔵書1万冊が処分されかけた際には､ファナック本社の書庫でそれを引き受けている｡
稲葉は酒が好きであり､富士通の計算制御技術部長時代には飲み過ぎて橋から転落することもあったという｡学位取得時には富士通時代の上司で同郷の遠縁でもある尾見半左右(技術担当常務)から禁酒の助言を受けていたと述懐している｡また､稲葉の酒飲みは知られており､東京工業大学 の中田孝から｢稲葉"虎"右衛門さん｣と評されたと語っている｡

## 経歴
以下の経歴は主にお知らせ 2020やSME東京支部 2014を参照｡

### 略歴
- 1925年(大正14年)3月5日 - 生誕[22]､茨城県明野町(現在の筑西市)出身[23]｡
- 旧制 下妻中学校を卒業[24]
- 旧制 旅順高等学校を卒業[要出典]
- 1946年(昭和21年) - 東京帝国大学第二工学部精密工学科(旧造兵学科)を卒業｡
- 1946年 - 富士通信機製造(現富士通)入社､茨城県下館工場配属｡
- 1965年(昭和40年)7月 - 東京工業大学において､論文博士で工学博士号を取得[5]｡
- 1972年(昭和47年)5月 - 富士通の計算制御部から､富士通の子会社として独立した富士通ファナック(現ファナック)設立｡同社専務取締役に就任(富士通株式会社非常勤取締役兼任､1997年まで)｡
- 1974年(昭和49年) - 同副社長就任｡
- 1975年(昭和50年)5月 -  同代表取締役社長就任｡
- 1982年(昭和57年) - 富士通ファナックをファナックへ社名変更[25]｡
- 1995年(平成7年)6月 - 同代表取締役会長｡
- 2000年(平成12年)6月 - 同相談役名誉会長[26]｡
- 2013年(平成25年) - 同社経営本部長､研究本部長､及び子会社の取締役からはずれる[12]｡
- 2020年(令和2年) - 10月2日､老衰のため､95歳で死去[27]｡

### 受賞
- 1974年 - ジョセフマリージャカード賞
- 1977年 - SMEエンジニアリングサイテーション賞､
- 1987年 - エンゲルバーガー賞(技術)[28]
- 1987年:M.ユージン･マーチャント･マニファクチャリングメダル
- 1992年 - 米国アカデミー外国会員に選任
- 2002年 - 日本ロボット学会 名誉顧問に選任[26][29]
- 2005年 - 明野町名誉町民(合併により筑西市への移行に伴い､現在は筑西市名誉市民)[30]
- 2012年 - 忍野村名誉村民[31]
- 2022年 - 山梨県名誉県民(没後受賞)[32][33]

### 栄典
- 1977年 - ブルガリア政府より第一級勲章
- 1981年 - 紫綬褒章
- 1981年 - ルクセンブルク大公国よりロン･ド･シェーヌ勲章
- 1989年 - ルクセンブルク大公国より勲二等メリット章
- 1990年 - 藍綬褒章
- 1995年 - 勲二等瑞宝章[34]
- 2020年 - 従四位[35]

### 社会的活動
- 日本機械学会(以下のようなNC工作機械の標準化に関する分科会で委員を歴任した｡)
  - JIS数値制御工作機械の標準仕様に関する調査分科会(昭和43年4月〜45年5月)[36][37]
  - JIS NC用語分科会(昭和46年度)[38]
  - JIS NC旋盤分科会(昭和46年6月〜47年2月)[39]
- 日本ロボット学会(初代 副会長:1983〜1984年度)[40]
- 精密工学会(第27代 会長:1996〜1997年度)[41]
- 日本ロボット工業会[42](旧 日本産業用ロボット工業会 会長[43])
- FA財団(評議員[44])
- 機械振興協会(技術研究所 運営委員会 委員[45])

## 家族
稲葉家は小田氏の末裔｡江戸時代から庄屋だった名家で､代々清右衛門ないし雅楽之介と名乗った｡しかし､父親の代で投資に失敗し没落した｡
- 妻:望 - 清右衛門が富士通下館工場時代の昭和22年に結婚[47]｡
- 長男:稲葉善治 - ファナック現社長｡いすゞ自動車出身[6]｡工学博士(東京大学)｡
- 孫:稲葉清典 - 稲葉善治の長男で､ファナック現取締役[6]｡2013年6月に35歳と最年少で同社取締役に就任した[48]｡
- 末弟:稲葉憲之 - 元獨協医科大学学長､産婦人科医｡21歳年下で､事実上親子のような関係だった[46]｡

元富士通常務の尾見半左右も遠縁にあたり､第二次世界大戦敗戦直後の就職難の折､富士通への就職を手配した｡

## 著作

### 学位論文
- 『代数演算式､補間装置と電気油圧パルスモータを主体とする工作機械の連続切削数値制御系の研究』東京工業大学〈博士論文(乙第96号)〉、1965年7月。授与年月日:昭和40年7月14日､学位:工学博士｡

### 単著
- 『数値制御入門』日刊工業新聞社、1967年。
- 『やさしいNC読本』日本能率協会、1970年。
- 『新版 数値制御入門』日刊工業新聞社、1971年。
- 『ロボット時代を拓く-｢黄色い城｣からの挑戦』PHP研究所、1982年7月。
- 『黄色いロボット』日本工業新聞社〈大手町ブックス〉、1991年5月。ISBN 978-4819106108。

### 共著･編著
- 海輪利正､稲葉清右衛門 共著『工作機械の数値制御』日刊工業新聞社、1960年。
- 研野和人､稲葉清右衛門 共著『数値制御工作機械』ラジオ技術社〈機械工学全書106〉、1967年。
- 研野和人､稲葉清右衛門 共著『数値制御工作機械(増補版)』大河出版〈機械工学全書106〉、1969年。
- 稲葉清右衛門 編著『産業計算制御』コロナ社〈電子工学進歩シリーズ1〉、1970年。

### 解説
- 稲葉清右衛門「電子計算機による工作機械群の管理システム」『精密機械』第35巻第410号、1969年、pp.195-198。
- 稲葉清右衛門「産業用ロボットの現状と将来」『計測と制御』第13巻第11号、1974年。
- 稲葉清右衛門「(研究開発をどう考えるかI)研究開発の狭い道」『精密機械』第46巻第1号、1980年2月、pp.60-62。
- 稲葉清右衛門「(トップの視点)国際的競争力ファクトリーオートメーション」『オペレーションズ･リサーチ:経営の科学』第33巻第10号、1988年、pp.492-493。

## Inaba Techinical Award
IEEEには稲葉の寄付により2007年から設けられた｢Inaba Technical Award｣がある｡製品のみならず､製品に至るロボティクス研究やイノベーション評価される賞で､賞金は1,000ドル｡2007年にはアイボを開発したソニーの藤田雅博が､2008年にはマサチューセッツ工科大学のロドニー･ブルックスが､2017年には広瀬茂男ら(株)ハイボットのメンバーが受賞している｡